# 维特根多夫
维特根多夫（德語：Wittgendorf，發音：[ˈvɪtɡn̩dɔʁf]）是德国萨克森-安哈尔特州布尔根兰县曾经的一个市镇，面积12.81平方千米，2008年1月1日人口为664人。2010年1月1日，维特根多夫与市镇布勒考合并为新市镇施瑙德塔尔。